# Lawrence H. White
Lawrence H. White, né en 1954,  est un économiste américain, professeur à l'Université George Mason. Il est considéré comme une autorité sur l'histoire et la théorie de la banque libre. Il est favorable à l'abolition de la Réserve fédérale des États-Unis.

## Publications

### Ouvrages
- (en) Lawrence H. White, The Clash of Economic Ideas : The Great Policy Debates and Experiments of the Last Hundred Years, Cambridge, Cambridge University Press, 2012, 428 p. (ISBN 978-1-107-01242-4, DOI 10.1017/CBO9780511998218, lire en ligne)
- (en) Lawrence H. White, Competition and Currency : Essays on Free Banking and Money, New York, New York University Press, 1992, 270 p. (ISBN 978-0-8147-9247-6, lire en ligne)
- (en) Lawrence H. White, Free Banking in Britain : Theory, Experience and Debate 1800-1845, Londres, Institute of Economic Affairs, 1996, 2e éd. (ISBN 0-255-36375-3, lire en ligne)
- (en) Lawrence H. White, The Theory of Monetary Institutions, Malden, Blackwell Publishers, 1999, 288 p. (ISBN 0-631-21214-0)
- (en) Lawrence H. White, The History of Gold and Silver, London, Pickering and Chatto, 2000, 808 p. (ISBN 1851965173)

### Articles
- (en) George Selgin et Lawrence H. White, « A Fiscal Theory of Government’s Role in Money », Economic Inquiry, vol. 37, no 1,‎ janvier 1999, p. 154–165 (DOI 10.1111/j.1465-7295.1999.tb01422.x)
- (en) George Selgin et Lawrence H. White, « In Defense of Fiduciary Media—or, We are Not Devo(lutionists), We are Misesians », The Review of Austrian Economics, vol. 9, no 2,‎ 1996, p. 83-107 (DOI 10.1007/BF01103331)
- (en) George Selgin et Lawrence H. White, « The Evolution of a Free Banking System », Economic Inquiry, vol. 25, no 3,‎ juillet 1987, p. 439–457 (DOI 10.1111/j.1465-7295.1987.tb00752.x)